# Wijnproeverij

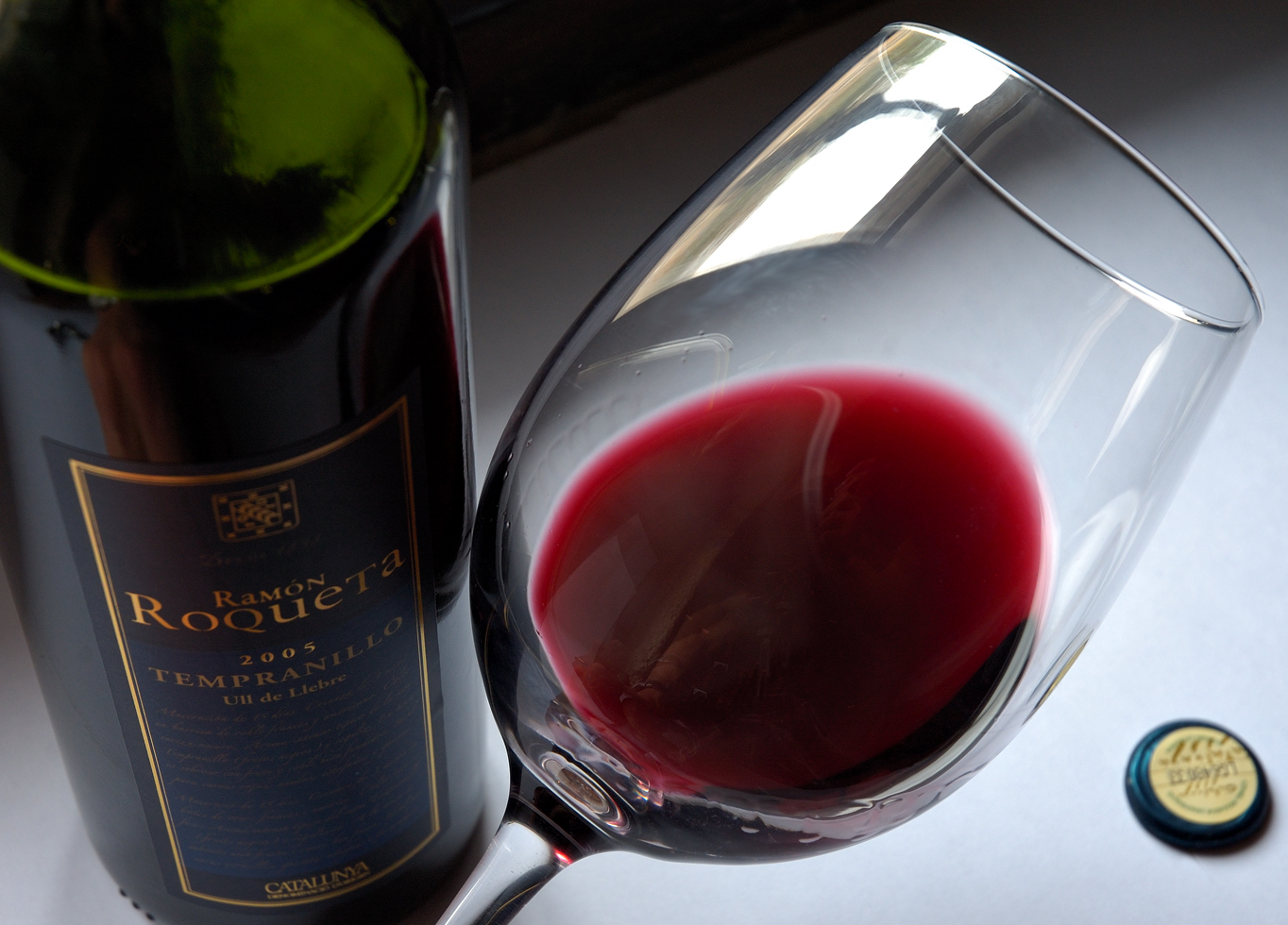
Bij de beoordeling van de kleur wordt het glas scheef gehouden boven een neutrale, lichte ondergrond

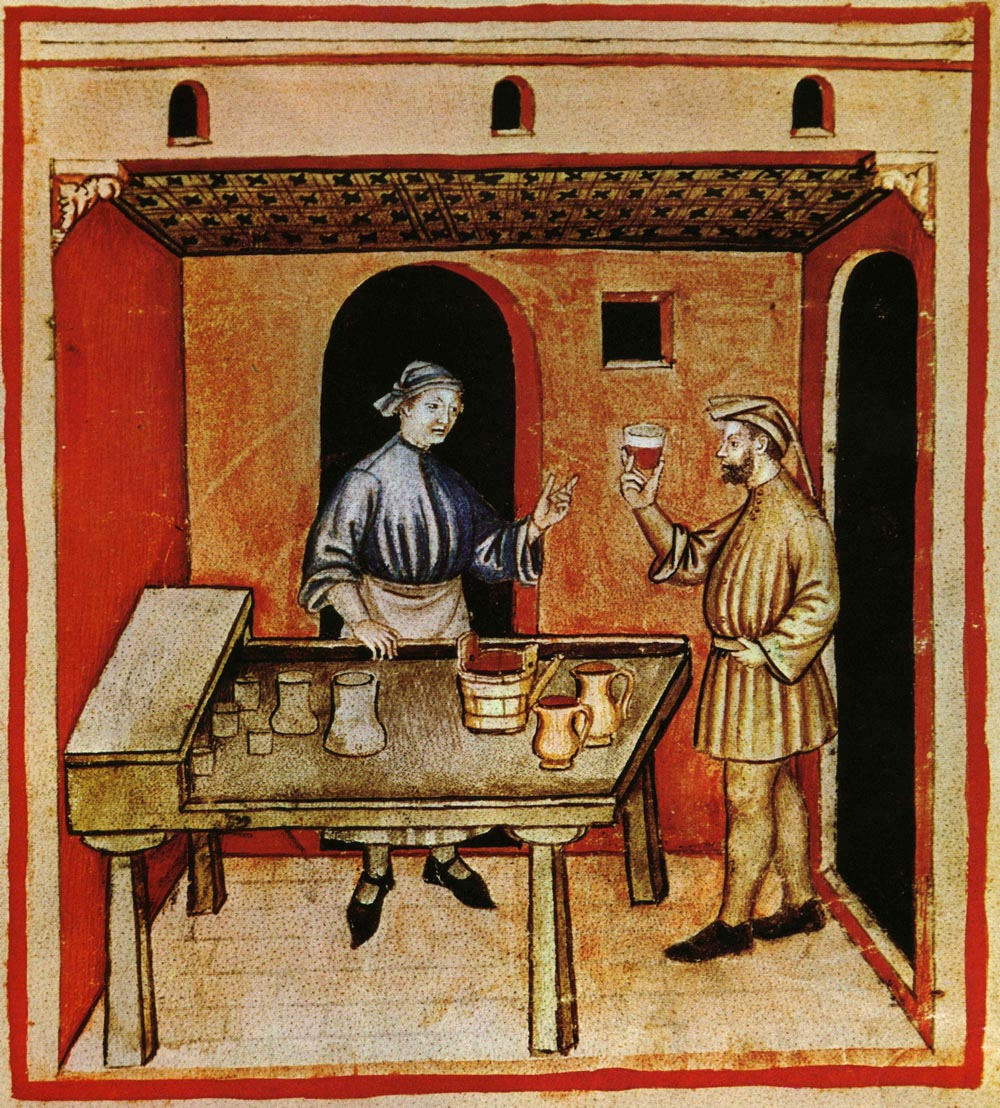
Prent van de beoordeling van wijn uit de 14e eeuw van een onbekende meester

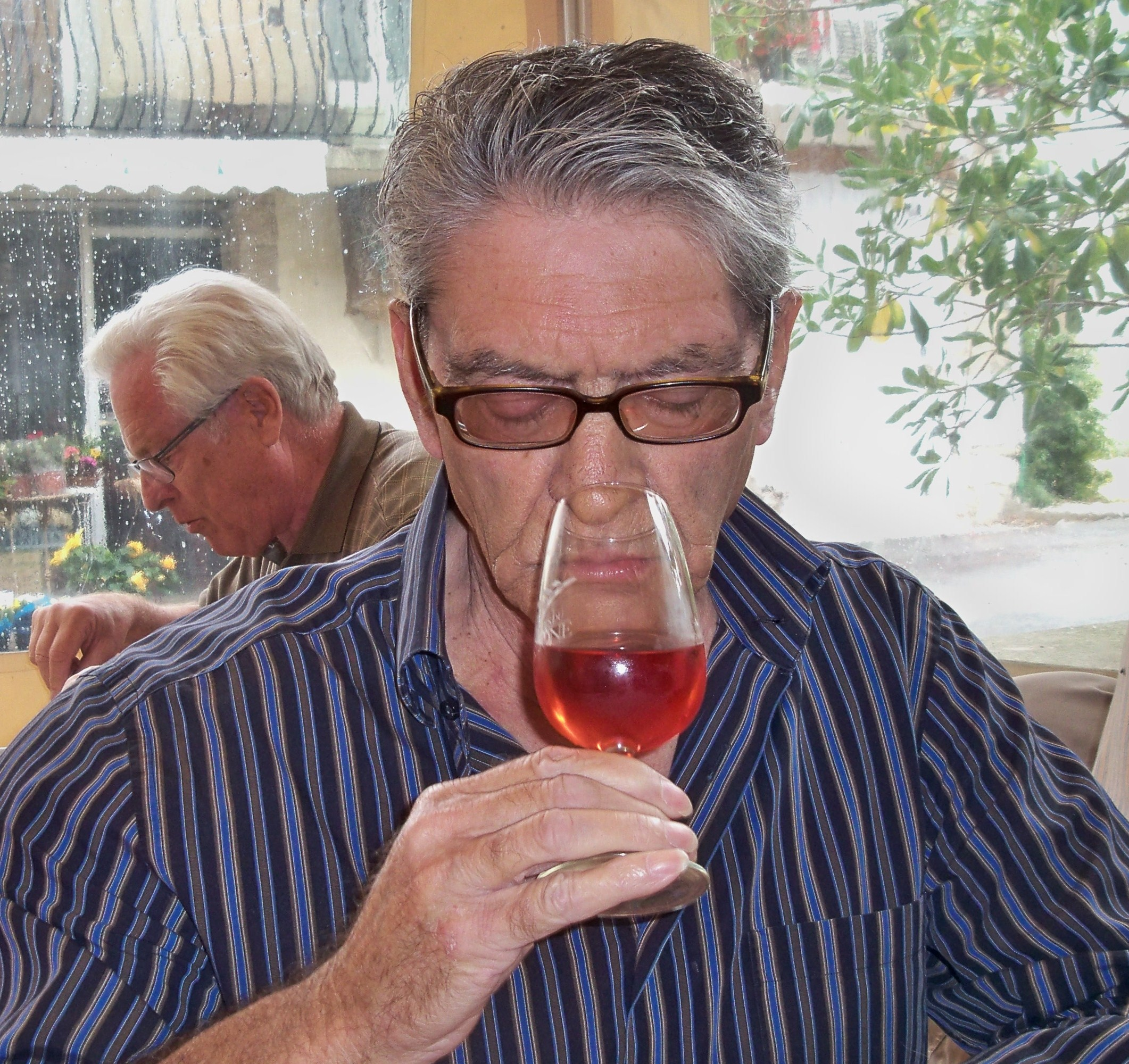
De geur van de wijn wordt beoordeeld door geconcentreerd de damp door de neus in te ademen

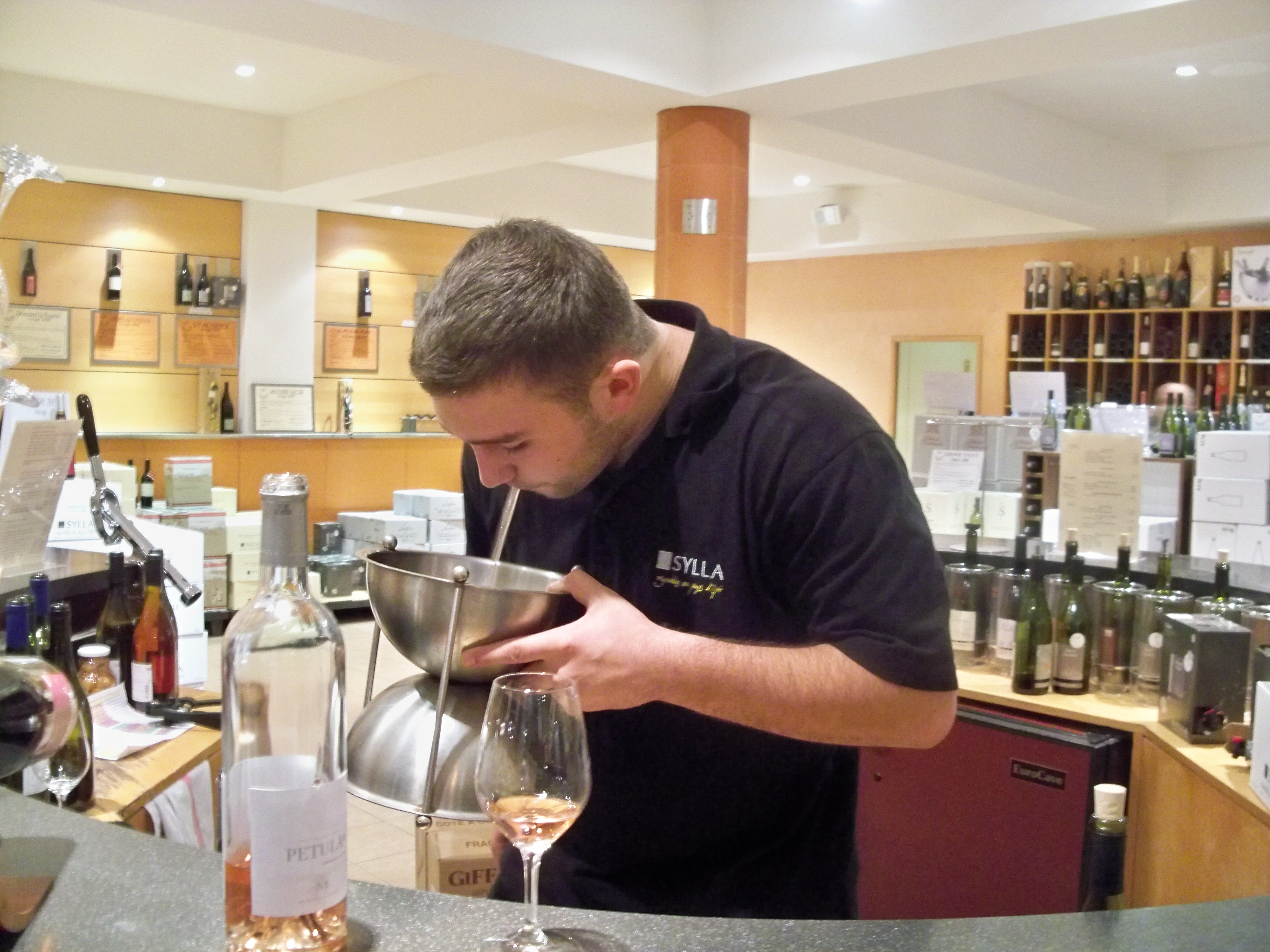
Het uitspugen van de wijn in een kwispedoor

Een wijnproeverij is een bijeenkomst waar mensen wijn proeven. De praktijk van wijnproeven is net zo oud als de productie van wijn. Vanaf de 14e eeuw werd het wijnproeven meer gestandaardiseerd.
Bij het professioneel wijnproeven wordt een formele taal gebruikt om de smaken en geuren van de wijn te beschrijven. Daarbij wordt een wijnbeoordelingssysteem gebruikt, en een gestandaardiseerd proefglas. Het bouquet van de wijn, de viscositeit, de transparantie en de wijze waarop een drank zich aan de mond presenteert, laat zich namelijk in ieder verschillend drinkglas weer anders beoordelen. Ook amateurs kunnen wijnproeven, al dan niet onder leiding. Dan wordt vaak een iets minder formele terminologie gebruikt, en gaat het meer om de persoonlijke waardering van wijn.
Tijdens het wijnproeven wordt de wijn in een glas geschonken. De kleur van de wijn wordt beoordeeld, evenals de geur. Vervolgens neemt de proever een slok en laat die in de mond ronddraaien. Ten slotte wordt de wijn uitgespuugd in een kwispedoor.